# Pomer
Pomer, popis 1991; skupaj: 241
Pomer (italijansko Pomer) je naselje na Hrvaškem, ki upravno spada pod občino Medulin; le-ta pa spada pod Istrsko županijo.

## Geografija
Pomer je naselje, ki leži okoli 8 km jugovzhodno od Pule na koncu istoimenskega zaliva  ob cesti, ki povezuje Medulin z Banjolami. V neposredni bližini naselja je v borovem gozdu postavljen avto kamp.
Pomer, ki je bil v preteklosti pomembno gojišče školjk je danes znano predvsem po marini in poletnih glasbenih koncertih.

## Gospodarstvo
Glavna gospodarska dejavnost je turizem. Pod naseljem v Medulinskem zalivu leži marina -  "Marina ACI Pomer". Marina ima 220 privezov v morju (globina 3 do 4 m) in 30 na kopnem, servis za popravilo plovil in 10 t dvigalo.

## Demografija
| Pregled števila prebivalcev po letih | Pregled števila prebivalcev po letih | Pregled števila prebivalcev po letih | Pregled števila prebivalcev po letih | Pregled števila prebivalcev po letih | Pregled števila prebivalcev po letih | Pregled števila prebivalcev po letih | Pregled števila prebivalcev po letih | Pregled števila prebivalcev po letih | Pregled števila prebivalcev po letih | Pregled števila prebivalcev po letih | Pregled števila prebivalcev po letih | Pregled števila prebivalcev po letih | Pregled števila prebivalcev po letih | Pregled števila prebivalcev po letih |
| ------------------------------------ | ------------------------------------ | ------------------------------------ | ------------------------------------ | ------------------------------------ | ------------------------------------ | ------------------------------------ | ------------------------------------ | ------------------------------------ | ------------------------------------ | ------------------------------------ | ------------------------------------ | ------------------------------------ | ------------------------------------ | ------------------------------------ |
| 1857                                 | 1869                                 | 1880                                 | 1890                                 | 1900                                 | 1910                                 | 1921                                 | 1931                                 | 1948                                 | 1953                                 | 1961                                 | 1971                                 | 1981                                 | 1991                                 | 2001                                 |
| 220                                  | 271                                  | 357                                  | 429                                  | 521                                  | 628                                  | 896                                  | 387                                  | 259                                  | 241                                  | 266                                  | 207                                  | 192                                  | 241                                  | 386                                  |